# گورنگه گوراچیچه
گورنگه گوراچیچه (به صربی: Gornje Goračiće) یک منطقهٔ مسکونی در صربستان است که در پریژپولجه واقع شده‌است. گورنگه گوراچیچه ۵۸ نفر جمعیت دارد.